# John Ljunggren
John Artur Ljunggren (Värnamo, Jönköping, Suecia, 9 de septiembre de 1919-ibídem, 13 de enero de 2000) fue un atleta sueco especializado en la marcha. Sus mayores logros los consiguió en la prueba de 50 km marcha, aunque también disputó pruebas de 20 km.
Participó en cinco Juegos Olímpicos, consiguiendo ser campeón olímpico de 50 km marcha en Londres 1948, bronce en Melbourne 1956, y cuatro años después,  subcampeón olímpico luego de lograr la medalla de plata en Roma 1960.
Además, fue campeón de Europa en 1946 y subcampeón en 1950 también la prueba de 50 km marcha.

## Biografía
Empezó a practicar la marcha en 1936, a los 16 años, y tuvo una larga y exitosa carrera. Compitió en la prueba de 50 kilómetros en los Juegos Olímpicos de 1948, 1952, 1956, 1960 y 1964 y terminó en primera, novena, tercera, segunda y decimosexta posición, respectivamente. En los Campeonatos de Europa ganó una medalla de oro en 1946, una de plata en 1950, y terminó cuarto en 1954 y quinto en 1962. También compitió en cinco Campeonatos Europeos consecutivos a partir de 1946 y ganó el oro en 50 km en 1946 y la plata en 50 km en 1950. Ljunggren también estableció seis récords mundiales durante su carrera, en la marcha en pista de 30.000 m y la marcha en pista de 50 km, y ganó 11 títulos suecos.